# 高加索犹太人

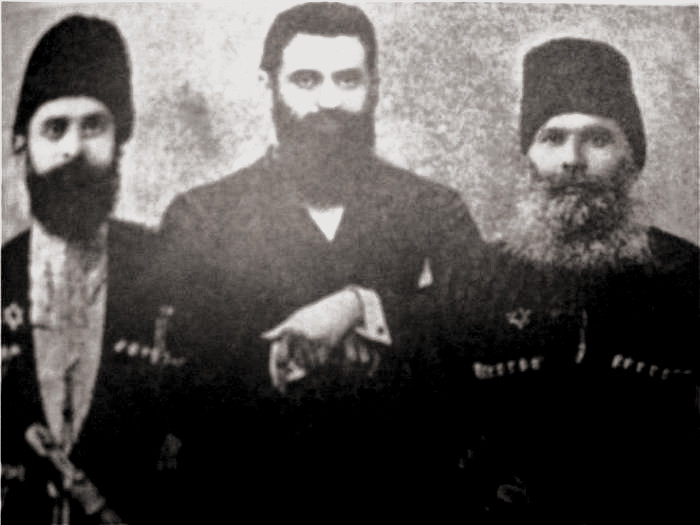
高加索犹太人派出的代表 Matityahu Bogatirov 和 Shlomo Mordechaiov正在参加第四次犹太复国主义者大会，1900年。

高加索犹太人，或称“山区犹太人”，分布于高加索地区，尤其是阿塞拜疆与达吉斯坦、車臣。北高加索地带一向有猶太人居住。但“高加索犹太人”群体的概念並不包括 格鲁吉亚猶太人，因为这两个群体在文化上有很大不同，在语言，习俗方面差异甚多。
山区犹太人被稱為是多才多藝的戰士，他们同样擅长骑马作战。

## 历史
歷史記載高加索犹太人的总人口約為270000人。他们又被称为所谓“塔特人”。其祖先在五、六世纪时因逃避波斯马兹达克运动来到高加索地区。当时高加索地区被可萨汗国 统治，正因来自波斯地区，犹太先民主要使用波斯語 进行交流。高加索犹太人先民在可萨汗国时期主要负责当地从黑海至中国的贸易往来，
可萨汗国的疆域本就包含了车臣，故大批高加索犹太人先民同样生活於車臣，並同样适应了当地社會，同時車臣人和猶太人可以族際婚姻，所以高加索猶太人除了他們的信仰與大多數車臣人相異外基本上沒有什麼區別。並以車臣語作為語言直至現代。
高加索猶太人以农业为生(大米種植，養蠶和種植煙草和葡萄)，也從事手工与贸易，但在农业集体化后其文化与生活方式逐渐俄罗斯化，犹太教被禁止但傳統生產活動仍保持。隨著城市化和蘇聯化的進行，到20世紀30年代，一層知識分子開始形成。到二十世紀六十年代末，學術專業人士，如藥劑師，醫生和工程師，在社區中相當普遍。高加索猶太人比格魯吉亞猶太人更多從事高学历要求的专业工作。
1990年代蘇聯解體和該地區民族主義興起之後當地發生顯著變化，許多高加索猶太人永遠離開了他們在高加索的家鄉，搬到莫斯科或國外。在第一次車臣戰爭期間，猶太人遭到車臣好戰分子綁架和暴力的比率很高。許多人移民到以色列或美國，阿塞拜疆的Qırmızı Qəsəbə是目前在世界上最大高加索猶太人的定居點，人口超過3000。

## 圖片

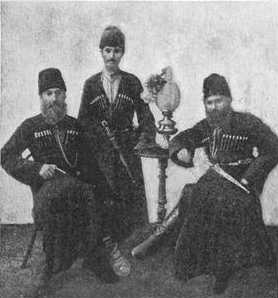
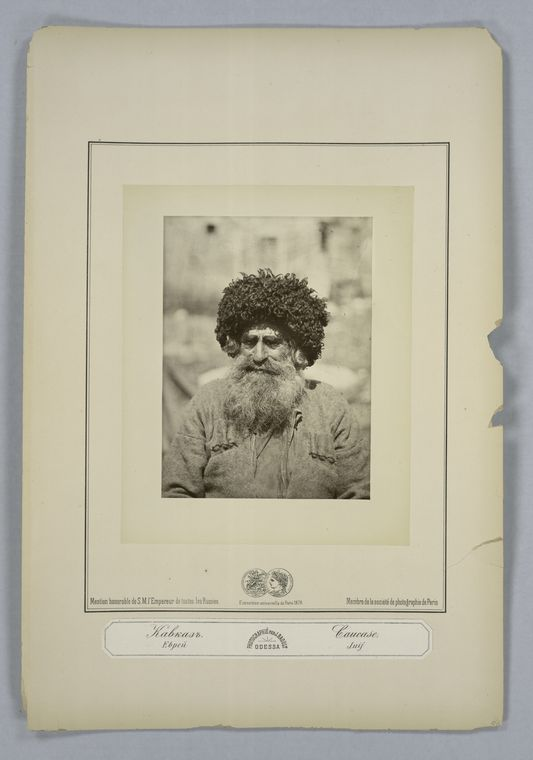
一名高加索地区的山区犹太人，照片大约拍摄于1898年。
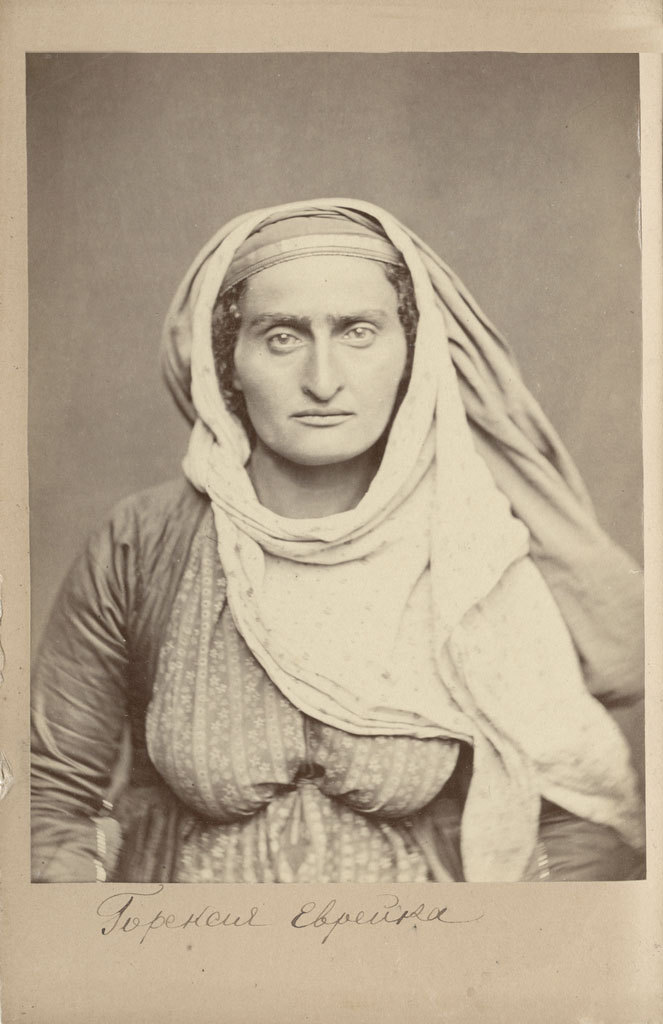
一名山区犹太人妇女，达吉斯坦，拍摄于1870-1880.
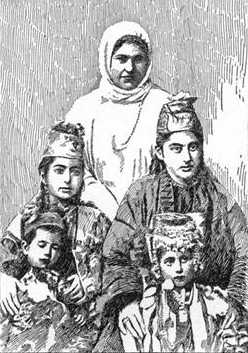
山区犹太人妇女和她的孩子们，大约拍摄于1900年。
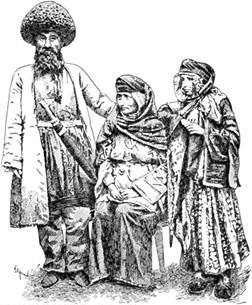
高加索当地的山区犹太人群体，大约拍摄于1900年

## 著名人物
- 以色列·兹威耿邦, 藝術家

## 外部連結
- query.nytimes.com （页面存档备份，存于）, New York Times
- juhuro.com, website created by Vadim Alhasov in 2001. Daily updates reflect the life of Mountain Jewish (juhuro) community around the globe.
- newfront.us （页面存档备份，存于）, New Frontier is a monthly Mountain Jewish newspaper, founded in 2003. International circulation via its web site. «Новый Рубеж» является ежемесячной газетой Горско-Еврейской общины США. Она издается с мая месяца 2003 года. Отражая жизнь общины не только в пределах своей страны, она информирует о новостях и событиях происходящих в Горско-Еврейских общинах во всем мире.
- keshev-k.com （页面存档备份，存于）, Israeli website of Mountain Jews.
- gorskie.ru （页面存档备份，存于）, Mountain Jews, website in Russian language.
- "Judæo-Tat" （页面存档备份，存于）, Ethnologue